# Javier Bello
Francisco Javier Bello Nieto (Alcalá de Henares, 2 de enero de 1971) es un político español.

## Biografía
Es licenciado en derecho por la Universidad de Alcalá, Executive MBA en ESADE Business School y PDD en IESE Business School. Afiliado al Partido Popular, fue concejal por su partido en el ayuntamiento de su ciudad natal en dos ocasiones. En su primer periodo de concejal del Partido Popular duró de 1991 a 1993. En octubre de 1993 dimitió de su puesto de concejal por diferencias políticas con la dirección local de su partido. En 2011 se presentaría como número 2 en la lista del Partido Popular, en dicha elección su partido perdería la mayoría absoluta en el Consistorio complutense. El 12 de julio de 2012 se convirtió en alcalde de la ciudad complutense tras la renuncia del anterior alcalde Bartolomé González. Contó en su investidura con los doce votos de los concejales populares y los dos de UPyD, quienes a los pocos meses ya dejaron de apoyar a Javier Bello al sentirse engañados por sus numerosos incumplimientos.
En febrero de 2013 fue elegido Presidente del Partido Popular de Alcalá de Henares, puesto en el que sustituyó a Bartolomé González, que no optó a la reelección y en un clima de división interna por su forma de gestionar el gobierno local y las constantes polémicas que iba generando, sobre todo en redes sociales
En mayo de 2015 consiguió concurrir como cabeza de lista del Partido Popular a las elecciones municipales de Alcalá de Henares, obteniendo su formación 8 de los 27 concejales de la nueva corporación municipal, siendo el peor resultado electoral del PP de Alcalá de su historia reciente al perder 4 concejales respecto a 2011 y situándose muy por debajo de la media autonómica y nacional en dichos comicios. 
Esta debacle viene motivada, entre otras razones, por rodearse de un grupo de amigos desconocidos en el partido al no ser muchos de ellos militantes, por lo que no consigue ser investido alcalde al ser apoyado el socialista Javier Rodríguez Palacios por 14 concejales en el pleno de investidura (7 del PSOE, 6 de Somos Alcalá y 1 de IU). Pocos días después de la investidura, la UDEV se personaba en el Ayuntamiento de Alcalá y detenía, entre otros, a Virginia Sanz Jurado, exconcejala del Partido Popular en el Ayuntamiento del equipo de Bello. El propio Bello había iniciado el proceso con una denuncia inédita y secreta ante la Brigada Provincial de la Unidad de Delitos Económicos y Violentos de la Policía .  Él mismo denunció a su edil el 17 de noviembre de 2014, casualmente cuando acababa de ser salpicado por el recién destapado caso PÚNICA-COFELY, en el momento que se ve acosado por la prensa nacional, generándose sobre él una tremenda sombra de sospecha.
Bello denuncia falsamente a su edil para generar una cortina de humo y de paso eliminar a una rival, lo que se demuestra con el contundente auto de archivo y sobreseimiento por la justicia tras 3 años de proceso, que acreditaron la completa inocencia de Virginia Sanz.
Bello fue imputado por presuntos pagos irregulares en publicidad a medios locales y en noviembre de 2015, presionado la corriente crítica Nuevo Impulso por sus pésimos resultados y por sus diferentes frentes judiciales, dimite como concejal del Ayuntamiento y deja la política activa. Finalmente la imputación a Javier Bello también fue archivada en 2016.[cita requerida]